# Ciney
Pour les articles homonymes, voir Ciney (homonymie).
Ciney (en wallon Cînè) est une ville francophone de Belgique située en Wallonie dans la province de Namur.
Capitale du Condroz, elle a une population de 17 220 habitants (Cinaciens) au 1er janvier 2025.
Elle est située à environ 95 km au sud-est de Bruxelles.

## Géographie et économie
Ciney est parfois qualifiée de capitale du Condroz, au cœur duquel elle se trouve, bien que cette dénomination soit purement symbolique et n'ait aucun caractère officiel. Elle s'articule en longueur autour d'une artère commerçante (rue du Commerce, rue du Centre, rue du Condroz) longue de près de deux kilomètres. Les nombreux quartiers répartis de part et d'autre sont essentiellement à caractère résidentiel.
Dans ce cadre rural, l'industrie lourde est absente. L'emploi est généré essentiellement par le commerce, le secteur éducatif et les services, ainsi que par quelques entreprises moyennes, dont la société Ronveaux active dans le secteur des constructions en béton. Les zonings commerciaux et artisanaux de Biron et Achêne hébergent nombre de petites entreprises, mais sont arrivés à saturation. Une extension du zoning de Biron, en coordination avec la commune de Hamois, est prévue en 2021.
La plupart des Cinaciens travaillent ailleurs[réf. nécessaire], le phénomène étant favorisé par la grande accessibilité de Ciney : la ville est située le long de la N97, entre l'A4 (E411) et la N4. De plus, elle dispose d'une gare bien desservie sur la ligne de chemin de fer Bruxelles-Luxembourg.

### Sections
| # | Nom        | Superficie. (km²) | Habitants (2020) | Habitants par km² | Code INS |
| - | ---------- | ----------------- | ---------------- | ----------------- | -------- |
| 1 | Ciney      | 28,82             | 8.757            | 304               | 91030A   |
| 2 | Pessoux    | 16,57             | 744              | 45                | 91030B   |
| 3 | Haversin   | 24,97             | 1.574            | 63                | 91030C   |
| 4 | Leignon    | 16,40             | 2.238            | 136               | 91030D   |
| 5 | Chevetogne | 13,25             | 599              | 45                | 91030E   |
| 6 | Conneux    | 15,63             | 296              | 19                | 91030F   |
| 7 | Achêne     | 10,27             | 1.097            | 107               | 91030G   |
| 8 | Sovet      | 13,11             | 727              | 55                | 91030H   |
| 9 | Braibant   | 8,87              | 674              | 76                | 91030J   |

### Hameaux
Barcenal est un hameau situé dans la commune de Ciney. Barcenal abrite un château.

## Démographie

### Démographie: Avant la fusion des communes
- Source: DGS recensements population

### Démographie: Commune fusionnée
En tenant compte des anciennes communes entraînées dans la fusion de communes de 1977, on peut dresser l'évolution suivante:
Les chiffres des années 1831 à 1970 tiennent compte des chiffres des anciennes communes fusionnées.
- Source: DGS , de 1831 à 1981=recensements population; à partir de 1990 = nombre d'habitants chaque 1 janvier[2]

## Histoire
Ciney était une des 23 Bonnes Villes de la principauté de Liège. Située dans un condroz ou territoires du comte de Namur et du prince-évêque de Liège (les deux vassaux du Saint-Empire germanique) s'entremêlent et où la frontière évolue au gré des alliances et des mariages, elle fut aussi mêlée à la Guerre de la Vache qui vit sa population largement décimée à la suite de l'incendie volontaire de l'église où avaient été enfermés les défenseurs de la cité. Son nom était autrefois Chinay.
La ville fut prise par le Duc de Lorraine Charles IV, le 10 février 1653,.
Lors de la Seconde Guerre mondiale, au cours de la Bataille de France, Ciney est prise le 12 mai 1940 par les Allemands de la Voraus-Abteilung Werner (avant-garde de la 5e Panzerdivision de Max von Hartlieb-Walsporn). La ville venait d'être évacuée par ses défenseurs, des Français de la 4e division légère de cavalerie du général Paul Barbe.
Le 26 août 2006, Ciney a célébré son 1er millénaire.
Lors du violent orage du 14 juillet 2010, la collègiale de Ciney est fortement endommagée. Son clocher, symbole de la ville et de la bière Ciney, s'est effondré, éventrant au passage la nef de l'édifice. Les travaux de restauration débuteront fin 2015 pour se terminer mi-2017, pour un coût total de près de 2,9 millions d'euros. Elle est placée sous le patronage de saint Nicolas et dédiée à Notre-Dame de l'Assomption.
D'autres lieux publics comme l'école primaire de La Providence, le centre sportif et culturel, le parc St-Roch, le marché couvert, la piscine communale entre autres furent durement touchés par les intempéries. Par chance, aucun blessé ne fut à déplorer.

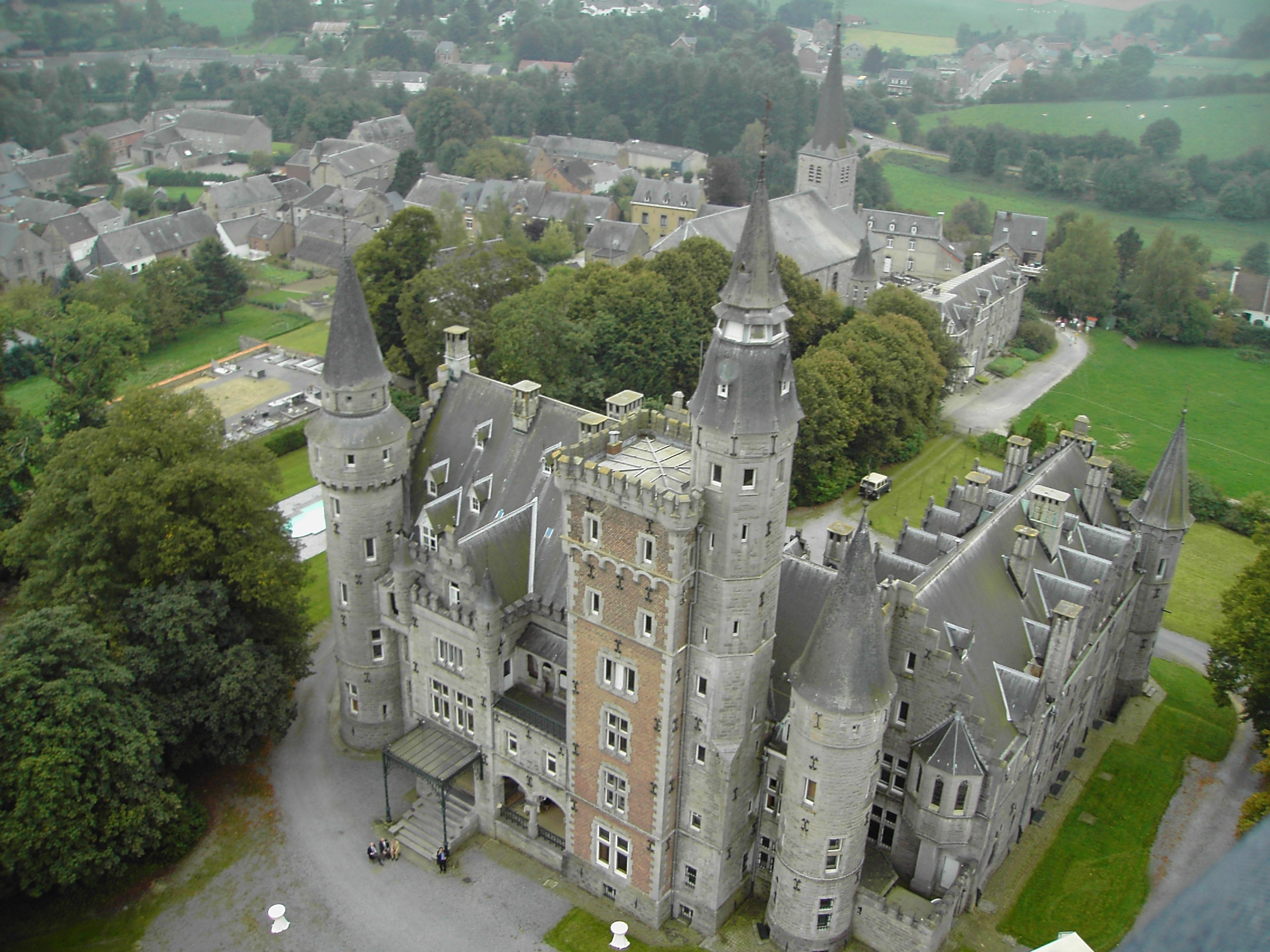
Le Château de Leignon, dans un village-section de Ciney.
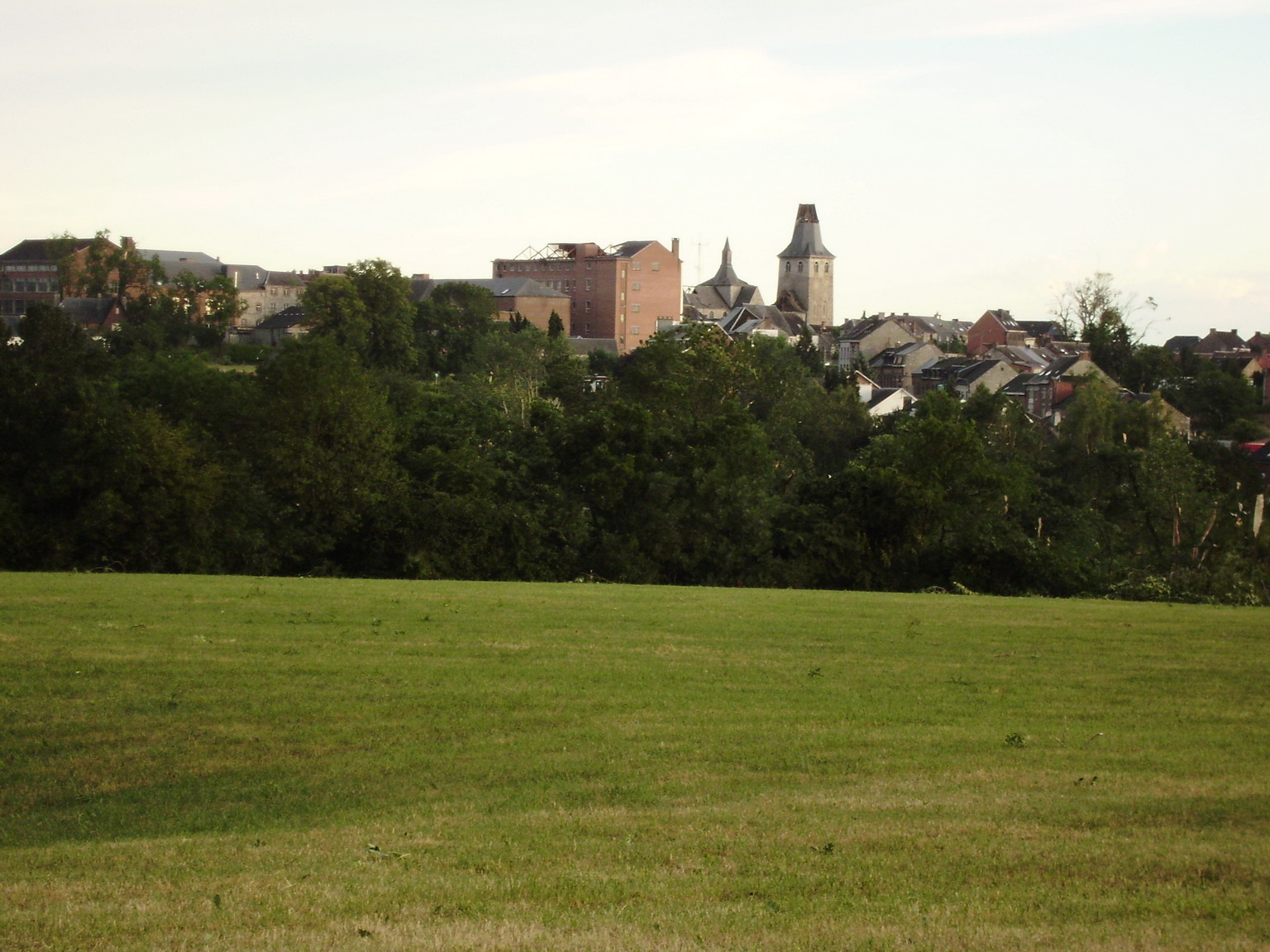
La collégiale et le toit de l'école primaire de la Providence après le passage de la tempête.
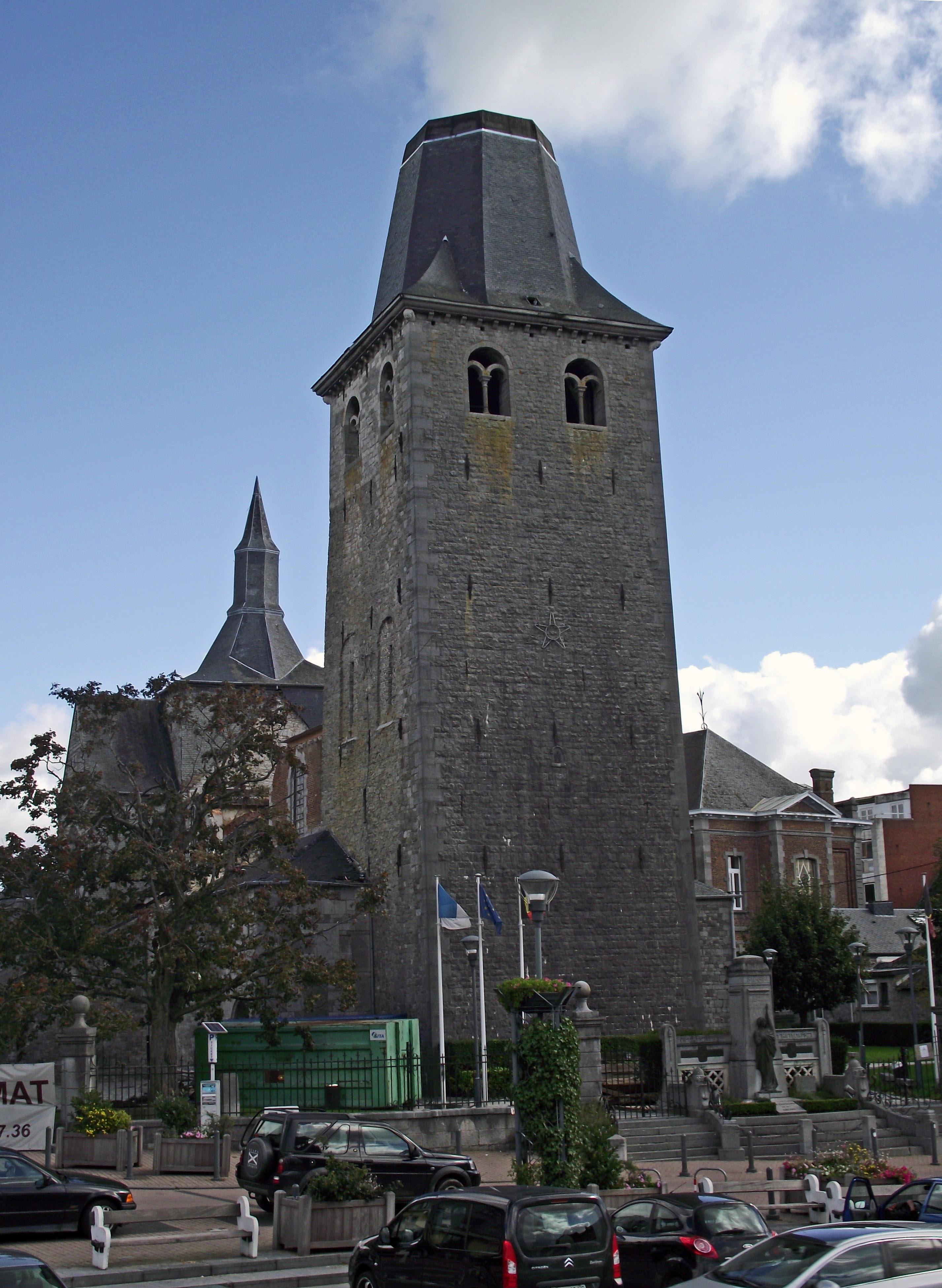
La collégiale après le passage de la tempête.
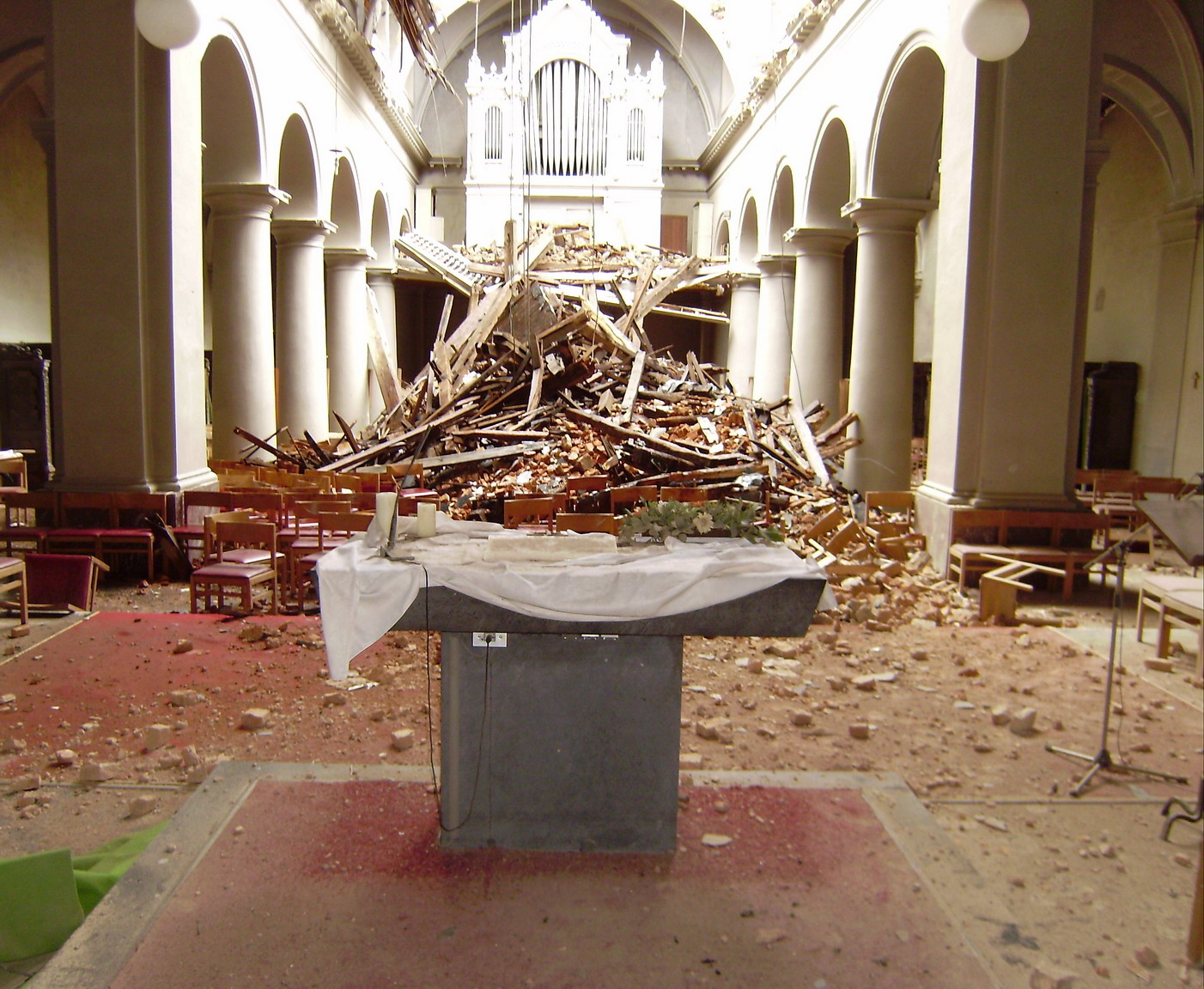
L'intérieur de la collégiale après le passage de la tempête.

## Héraldique
|  | La ville possède des armoiries qui lui ont été octroyées le 4 juillet 1980. Elles montrent cinq têtes humaines. Ces cinq têtes apparaissent pour la première fois sur un sceau de la ville datant de 1632. Depuis lors ces têtes sont les armoiries de la ville. La signification de ces têtes n'est pas connue bien que quelques légendes en donnent une signification. Les armoiries précédentes avaient été octroyées le 19 juillet 1841 et diffèrent seulement dans le type de la couronne qui entourent le sceau et l'étoile qui y est superposée. Il existe un sceau plus ancien qui est daté de la fin du XIVe siècle. Il montrait un château fortifié. Les sceaux qui ont suivi, fin du XVe siècle, début du XVIe siècle, montraient aussi un château. La première légende prétend que Ciney a été fondée par Sedros, Roi de Tongres. Son fils, le Prince Clement, aurait eu cinq fils et aurait renommé la ville « Chynée » de « Cinq-née ». Une autre légende prétend que les têtes font référence à Materne de Cologne qui aurait ressuscité cinq enfants noyés. Une troisième légende prétend que les armoiries font allusion à « cinq nez ». Blasonnement : D'azur à cinq testes de jeunes gens imberbes d'argent placées en sautoir. Source du blasonnement : Armorial des communes de la province de Namur |

## Politique et administration

### Conseil et collège communal 2024-2030
| Parti | Parti       | Voix (2024) | Voix (2018) | % (2024) | % (2018) | +/-    | Sièges  | +/- | Collège |
| ----- | ----------- | ----------- | ----------- | -------- | -------- | ------ | ------- | --- | ------- |
|       | ICI         | 5.213       | 5.956       | 47,67%   | 53,92%   | 6.25 % | 13 / 25 | 2.0 | Oui     |
|       | MERCI !     | 772         | -           | 7,06%    | -        | 0.0 %  | 1 / 25  | 1.0 | Non     |
|       | C CLAIR     | 2.094       | -           | 19,15%   | -        | 0.0 %  | 5 / 25  | 5.0 | Oui     |
|       | C.VOUS      | 2.624       | -           | 24,00%   | -        | 0.0 %  | 6 / 25  | 6.0 | Non     |
|       | Agora Ciney | 232         | -           | 2,12%    | -        | 0.0 %  | 0 / 25  | 0.0 | Non     |
|       | ECOLO       | -           | 1.677       | -        | 15,18%   | 0.0 %  | - / 25  | 3.0 | Non     |
|       | ACTION      | -           | 3.181       | -        | 28,80%   | 0.0 %  | - / 25  | 7.0 | Non     |
|       | CLE         | -           | 232         | -        | 2,10%    | 0.0 %  | - / 25  | 0.0 | Non     |
| Total | Total       | 10 935      | 11 046      | 100 %    | 100 %    |        | 25      |     |         |

| Collège            |                     |                                  |
| Bourgmestre        | Frédéric Deville    | Indépendant - Intérêts Cinaciens |
| Premier échevin    | Guy Milcamps        | PS - Intérêts Cinaciens          |
| Deuxième échevin   | Frédérick Botin     | MR - C CLAIR                     |
| Troisième échevin  | Luc Fontaine        | Intérêts Cinaciens               |
| Quatrième échevin  | Benoit Davin        | Intérêts Cinaciens               |
| Cinquième échevine | Géraldine Furnemont | Intérêts Cinaciens               |
| Présidente du CPAS | Séverine Goedert    | PS - Intérêts Cinaciens          |

### Jumelages
Ciney est jumelée avec Semur-en-Auxois depuis 1962. Une rue cinacienne en porte d'ailleurs le nom.
- Le village de Leignon est jumelé avec le village viticole de Meursault en France.
- Le village de Chapois est jumelé avec le village de Chapois[11].
- Le village de Haversin est jumelé avec le village de Sibret en Province de Luxembourg.

## Patrimoine et culture

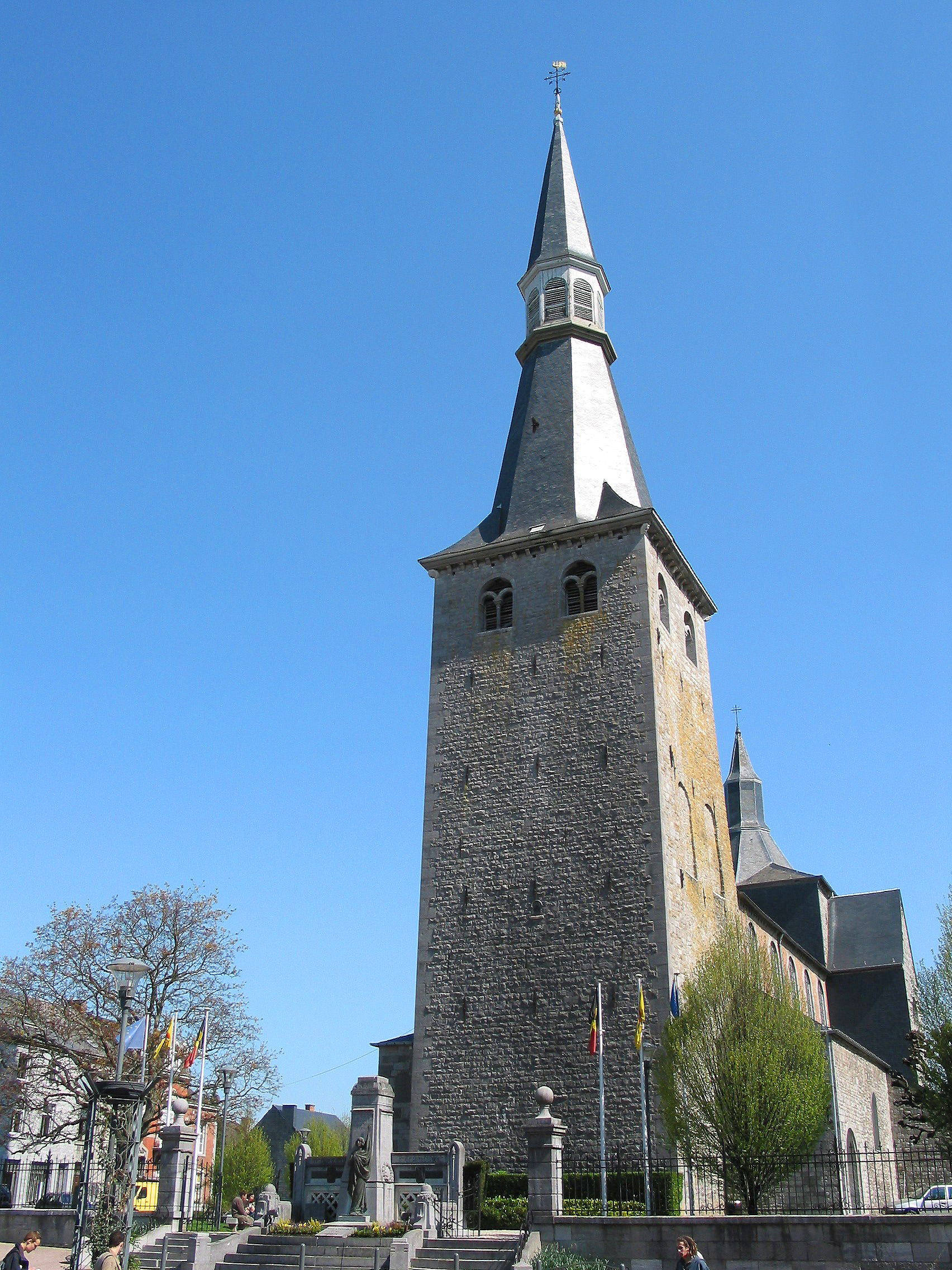
La collégiale Saint-Nicolas, avant la tempête.

### Patrimoine architectural

#### Patrimoine civil
- Le prince-évêque de Liège Adolphe de La Marck fait ériger une muraille autour de ville à partir de 1321. Cette enceinte mesurait environ 1 200 m formant un pentagone, protégeait une superficie intra muros de plus ou moins 10 hectares, comportait huit tours et trois portes d'entrée (porte de Namur au nord, porte de Luxembourg au sud et porte de Dinant à l'ouest) et se dressait à l'emplacement des rues Rempart de la Tour, Rempart de l'Aurore, Rempart des Béguines, Famenne, Saint-Éloi, Cour Monseu (côtés sud et ouest) et du Tilleul[12]. Elle est progressivement détruite au XVIe siècle par les Français et au XVIIe siècle par les Français et les Autrichiens. Le rempart et la base de la tour circulaire situés Rempart de la Tour sont classés et comptent parmi les rares vestiges de cette enceinte médiévale. Ce rempart occupait la partie nord de l'enceinte[13].

- La cour Monseu et son kiosque.
- Le parc Saint-Roch.
- Le château de Haltinne.
- Le château de Halloy.
- Le château de Leignon.

#### Patrimoine religieux
- Collégiale Notre-Dame-de-l'Assomption de Ciney.
- Chapelle Notre-Dame de Hal.
- Plusieurs autres églises et chapelles classées de la commune de Ciney (voir la liste du patrimoine immobilier classé de Ciney).

### Patrimoine naturel

#### Réserve naturelle domaniale de Marie Mouchon
Site exceptionnel, située aux alentours du village de Chapois. Constituée d’un ensemble d’anciennes prairies de fauche, de bas-marais et de massifs arbustifs, la réserve naturelle de Marie Mouchon est un endroit unique, recelant une faune et une flore d’une grande biodiversité.
Proposée à la Communauté européenne comme site Natura 2000, la gestion en est actuellement confiée à la Région wallonne.

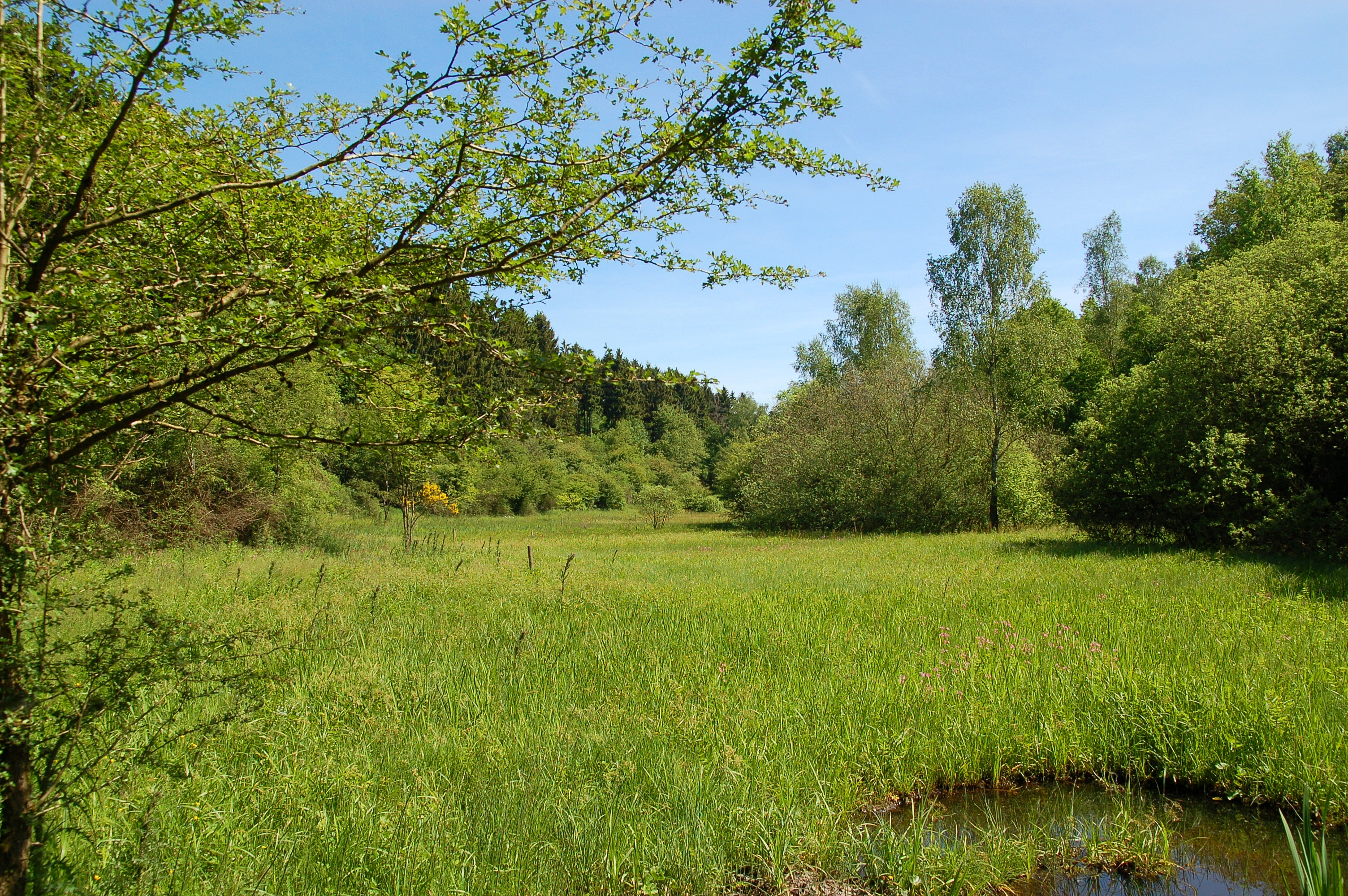
Réserve naturelle « Marie Mouchon » à Chapois.
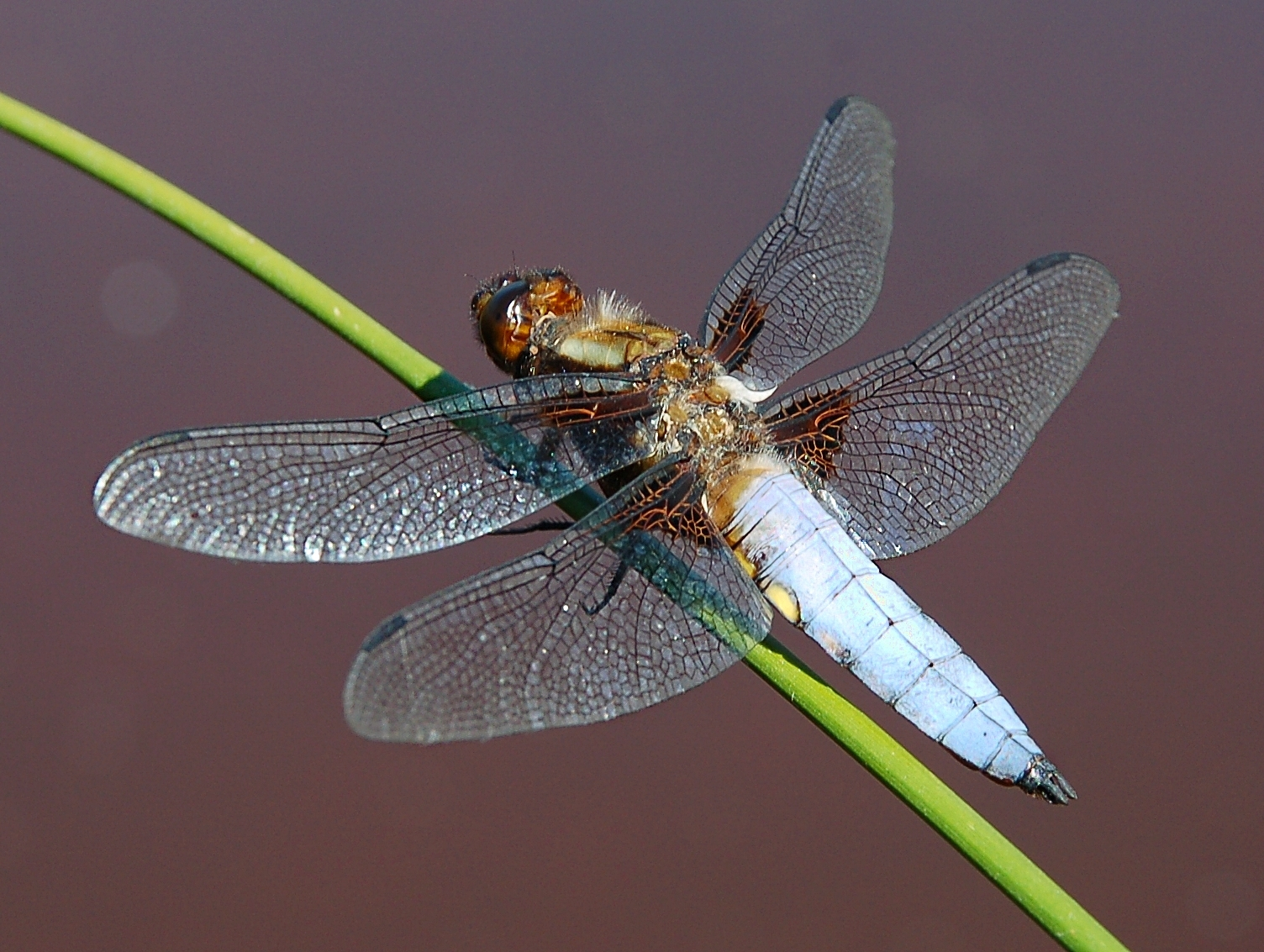
Platetrum depressum.
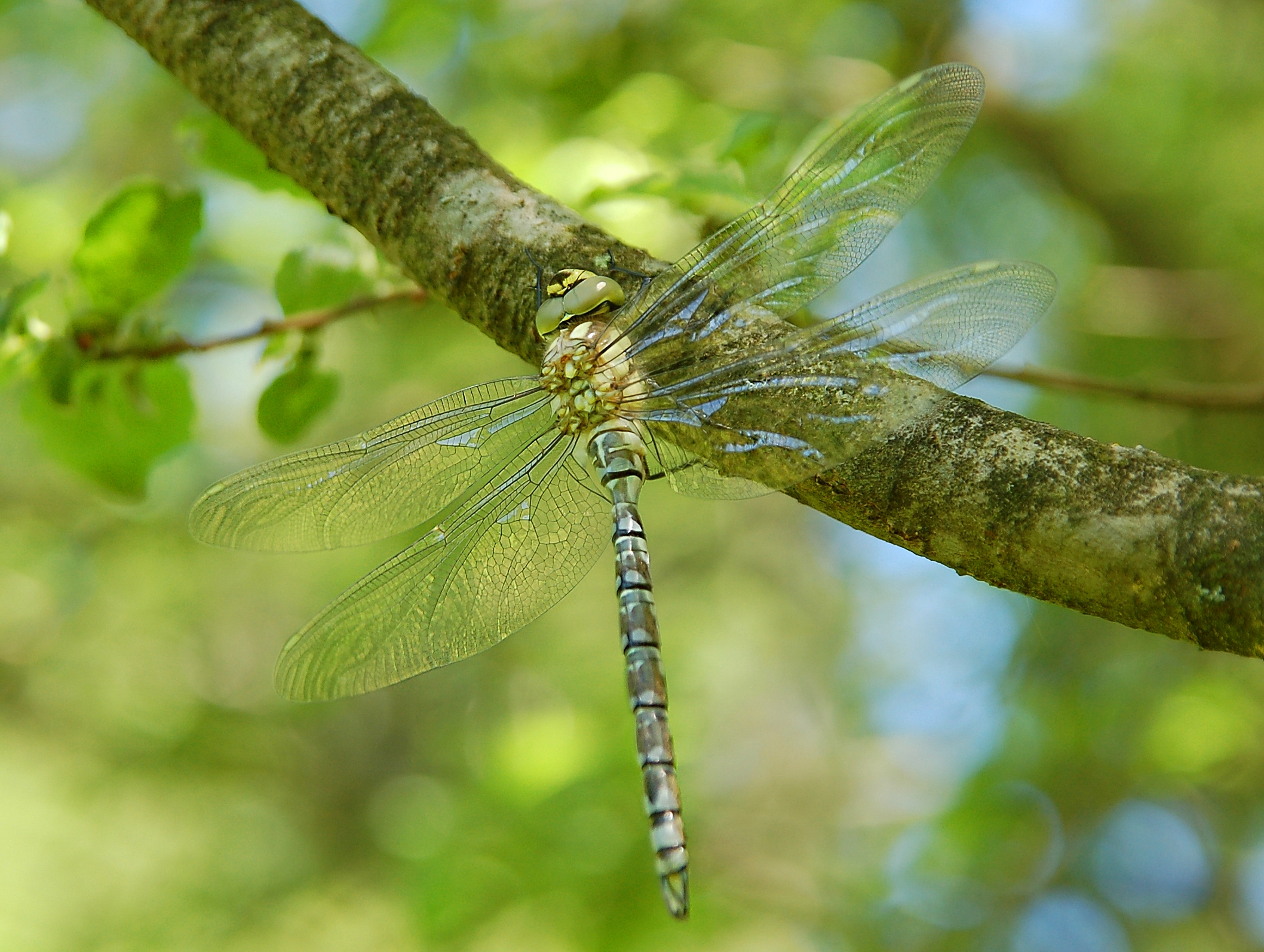
Aeshna cyanea.
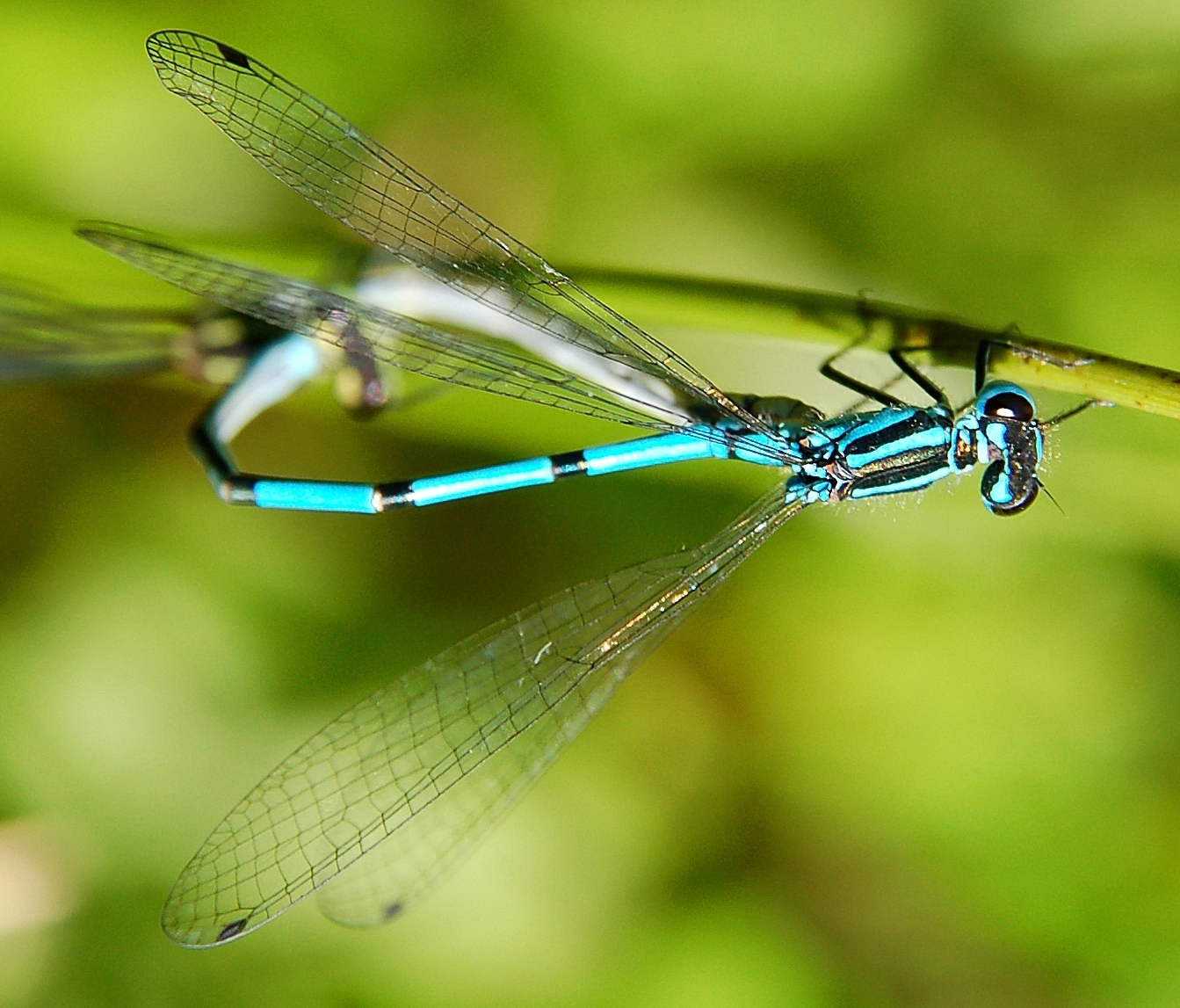
Coenagrion puella.
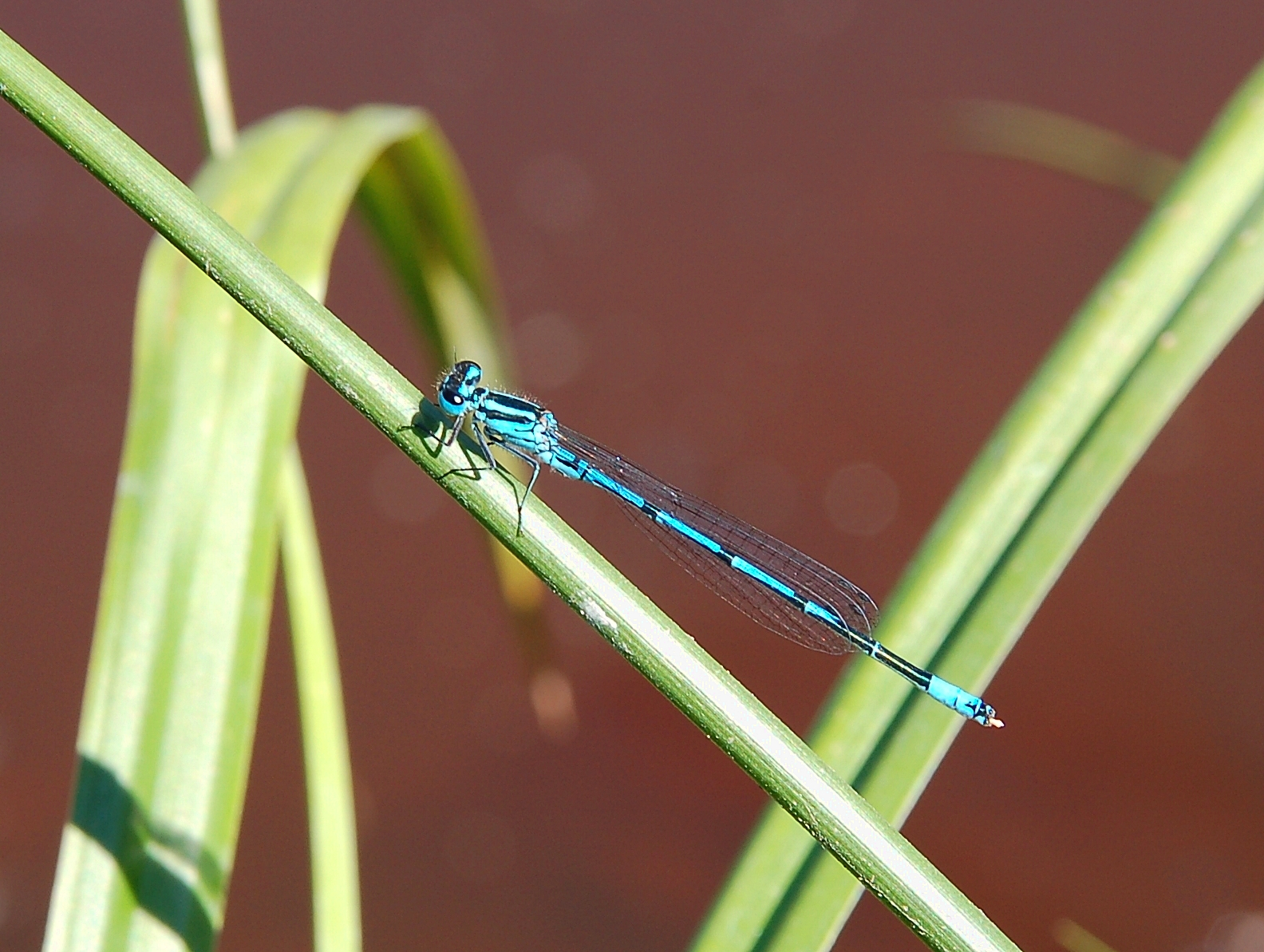
Coenagrion puella.
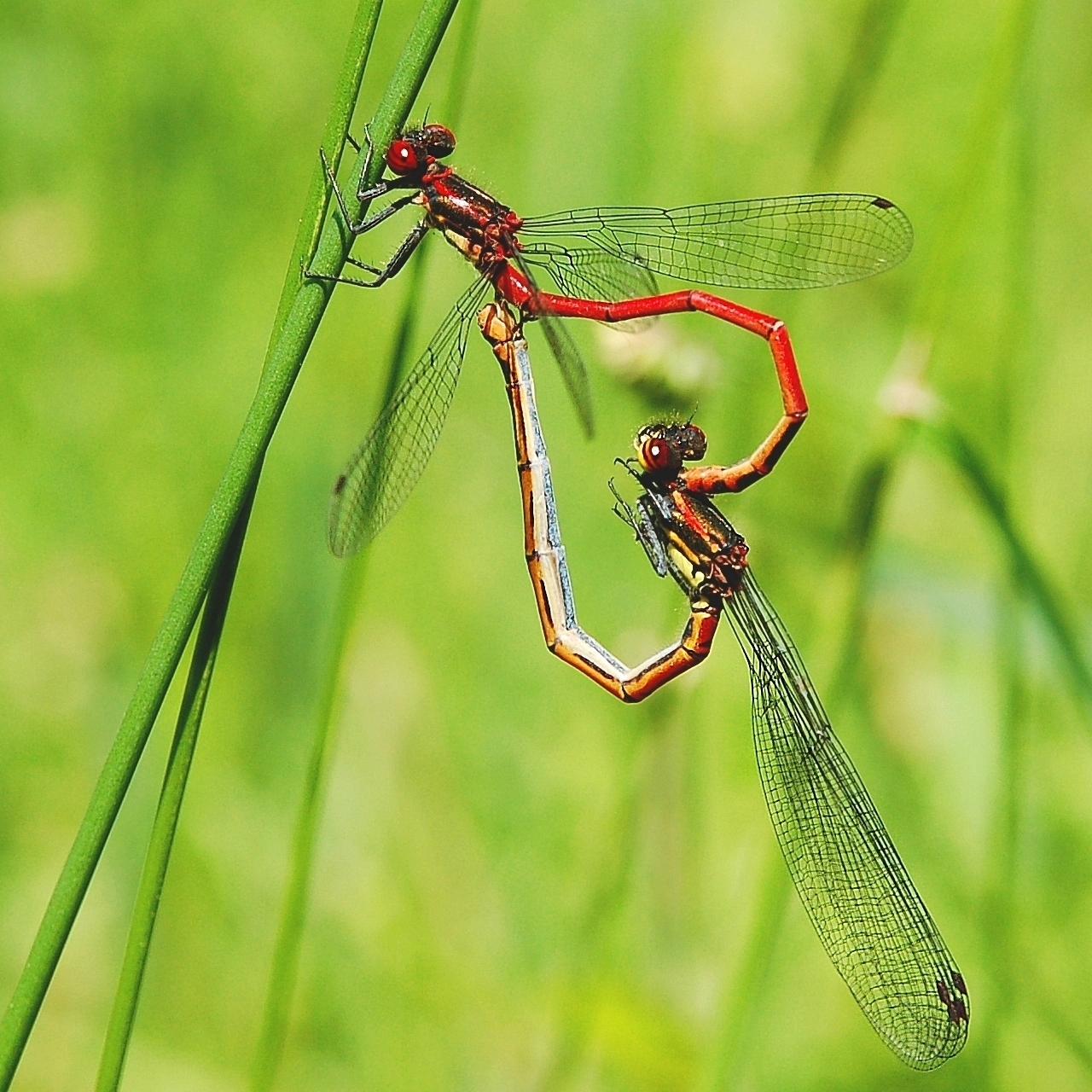
Pyrrhososoma nymphula.
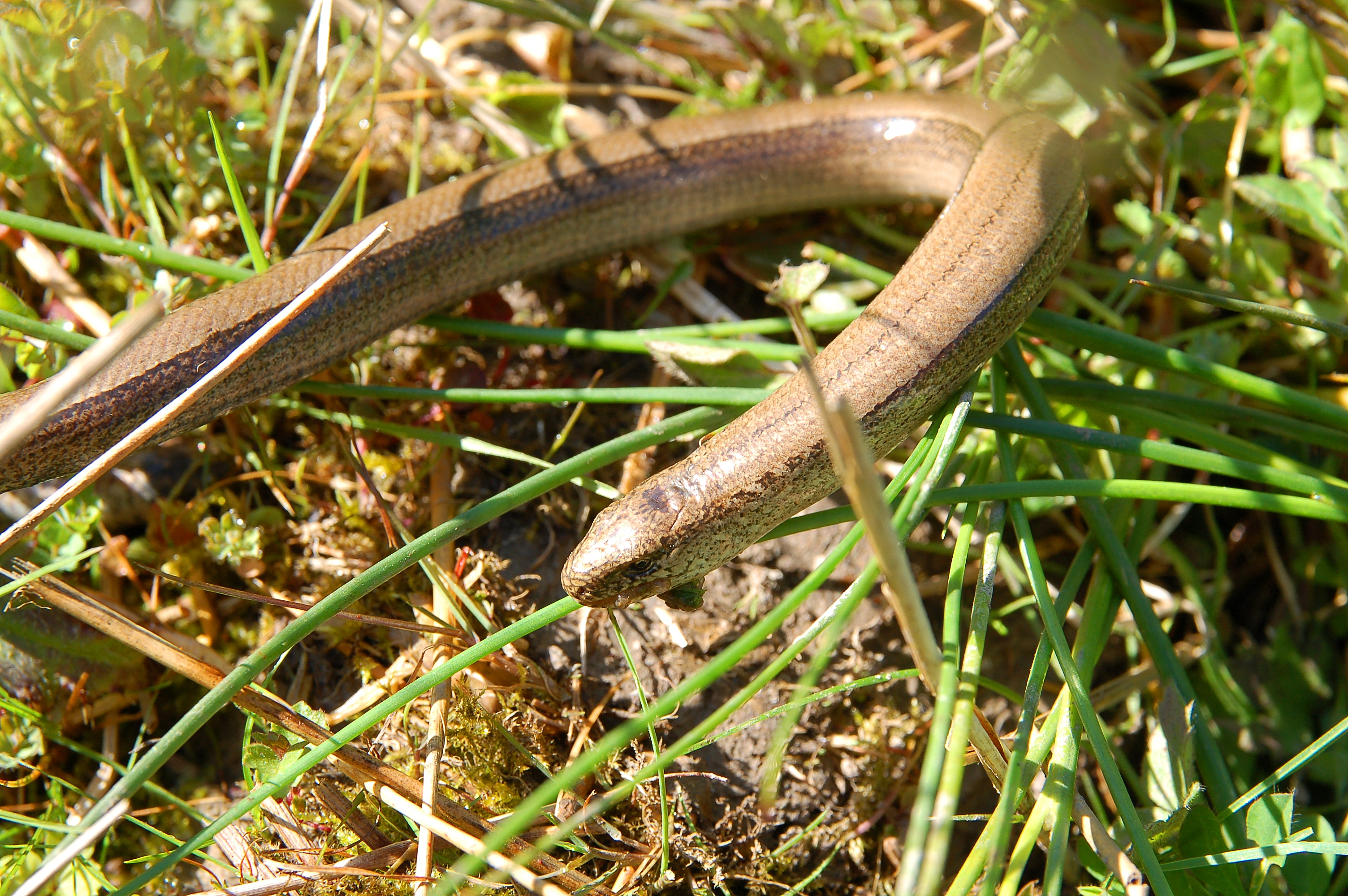
Anguis fragilis.
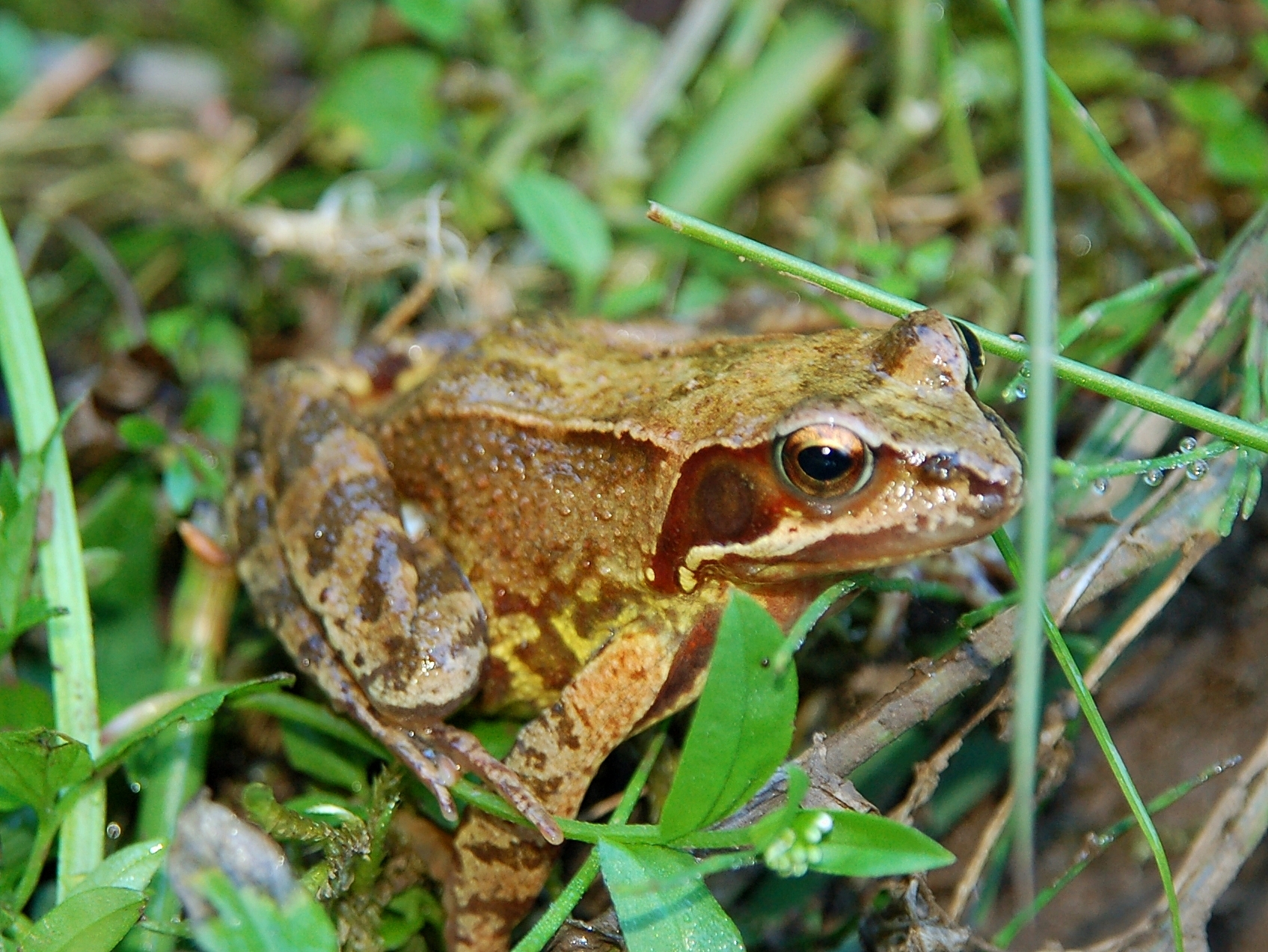
Rana temporaria.
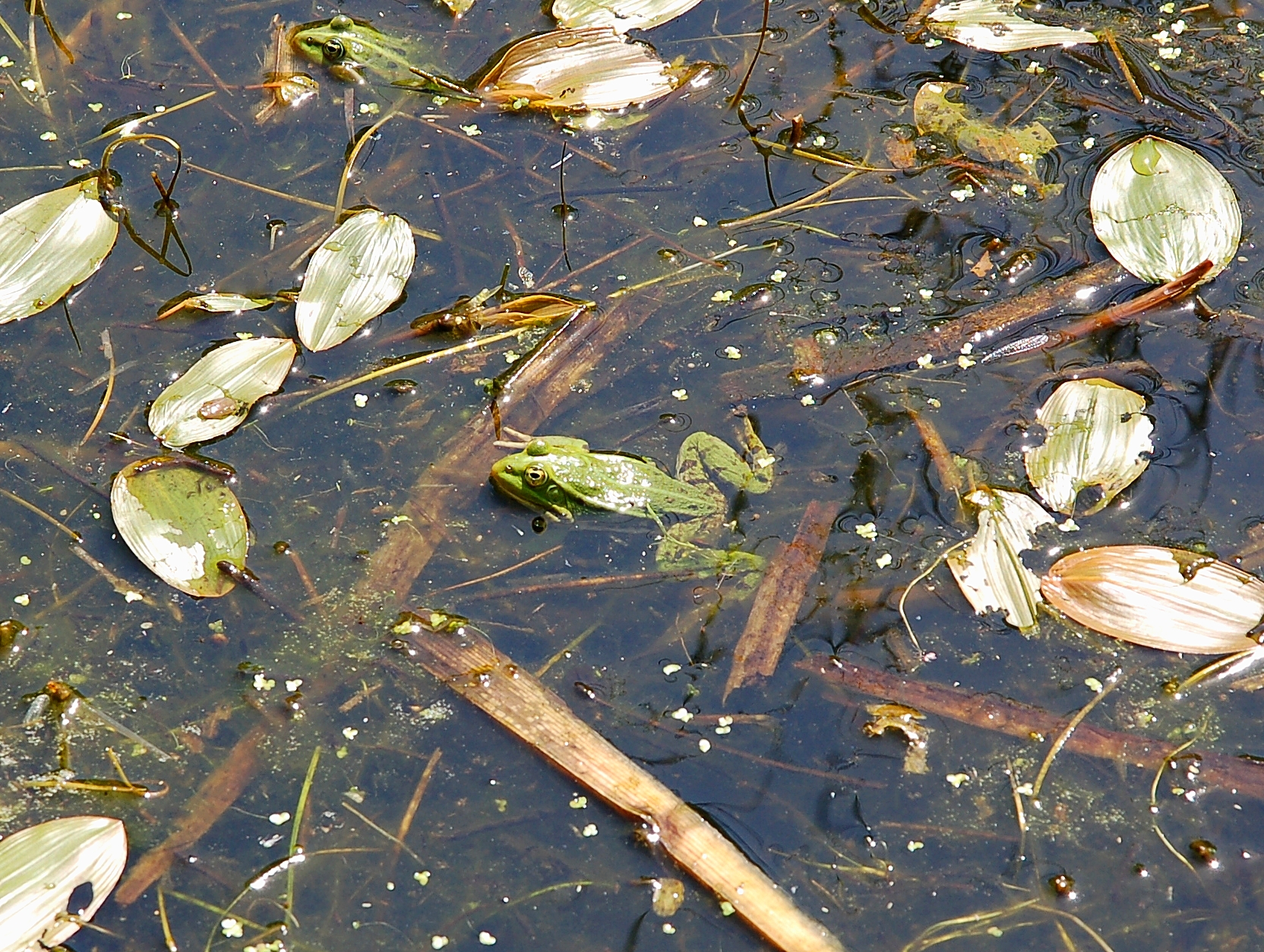
Rana esculenta.

### Culture

#### Festivités
En juillet, la place Monseu est transformée pendant 15 jours en une gigantesque plage de sable. Elle accueille alors des animations sportives en journée et musicales en soirée. Cette manifestation financée par la ville est sous-traitée par la société Covadis.
Le Ciney Tempo Festival accueillait chaque année à la fin du mois de juin des vedettes de la chanson française (décision a été prise fin 2013 de ne plus organiser le Tempo Festival à Ciney). D'autres concerts ou festivals sont organisés sur le site de « Ciney Expo » (notamment le « Skanifest », festival de ska punk).
Les derniers week-ends des mois d'avril et octobre a lieu la plus grande bourse militaria d'Europe.

## Enseignement
L'enseignement maternel et primaire est dispensé dans de nombreuses écoles tant libres qu'officielles, avec des antennes dans les différents villages de l'entité.
Les deux écoles catholiques de Ciney (l'institut Saint-Joseph et l'institut de la Providence) dépendent aujourd'hui du même pouvoir organisateur. L'offre d'enseignement secondaire est complétée par un Athénée et une école provinciale d'agriculture et de sciences (École Provinciale d'Agronomie et des Sciences, anciennement E.T.P.A. - Enseignement Technique Provincial Agricole).
A l'ETPA est adossée une antenne de la Haute Ecole de la Province de Namur dispensant également une formation en sciences agricoles.

## Économie

### Tradition brassicole
Ciney connut, comme toutes les bourgades de la région, la présence d'artisans brasseurs dès le Moyen Âge. Des archives attestent de la présence de deux d'entre eux en 1450. Au début du XXe siècle, près de 5 % des Cinaciens disposaient d'une patente leur permettant de vendre de la bière. Cette activité était particulièrement florissante les jours de foires aux chevaux et bestiaux dans le centre de la ville, et à l'époque, on connut jusqu'à 20 foires par an, chacune durant plusieurs jours. Cinq brasseurs pourvoyaient ces établissements - qui, pour la plupart, proposaient également l'hébergement des participants - en boissons fermentées.
Dans les années 1960, la bière Cinacienne - portant le nom des habitants de la ville, bien que brassée à la brasserie Bavery de Couillet - vit le jour, à l'initiative d'une société philanthropique (confrérie gastronomique) locale : le Franc Thour Nostre-Dame. À la suite de la fermeture de cette brasserie en 1979, la confrérie se tourne vers la brasserie Lefebvre qui produit également à façon une cuvée Condruzienne durant quinze ans. Ce sera finalement sur la Ciney que la confrérie jettera son dévolu.
En 1978, Roger Demarche créa la bière Ciney. Son nom initial était Cuvée de Ciney. M. Demarche est négociant en boissons et fait brasser ses bières en extérieur. Dans un premier temps, sa Ciney est brassée à la brasserie Grade à Mont-Saint-Guibert qui produit au même moment les différentes Leffe, des bières assez proches et donc concurrentes. En 1988, la production est transférée à la Brasserie de l'Union à Jumet, qui est déjà sous le contrôle du groupe Alken-Maes. En 2000, R. Demarche vend son commerce et ses licences au groupe Alken-Maes qui poursuit la production et la transfère à Alken (en province du Limbourg) lors de la fermeture du site de Jumet en 2007.
Depuis 2018, une production brassicole a redémarré dans les installations de la ferme de Jet, entre Ciney et Sovet, à l'initiative des 4 membres de la coopérative "Brasserie du Condroz" qui produit de petits brassins diversifiés. En 2020, c'est au tour de la brasserie Boyard de se laner à Ciney même, alors qu'en 2021, une troisième microbrasserie est lancée dans le village de Braibant : La Brasserie de Braibant.

### Agriculture et élevage
Le Condroz est une région aux sols assez fertiles (moins que la Hesbaye, mais bien plus que l'Ardenne). La tradition agricole y est donc ancrée depuis des siècles, et  Ciney, sa capitale, concentre les institutions soutenant ce secteur.
Ciney héberge ainsi le centre de zootechniede l'Association Wallonne des Eleveurs, qui tient notamment le herd-book (registre généalogique) de la race bovine blanc bleu belge.
Elle héberge également le centre d'insémination de l'association, via la société Elevéo (anciennement « Linalux ») et des établissements scolaires dispensant des cursus agricoles (enseignement secondaire et supérieur).
Par ailleurs, le marché aux bestiaux de Ciney, héritier des foires aux bestiaux du Moyen Âge, est le deuxième plus grand d'Europe après Sancoins.

### Le groupe EPC
Le groupe EPC (Economie Populaire de Ciney) y a toujours actuellement son siège social. S'il s'est concentré sur la logistique pharmaceutique (avec un réseau de près de cent pharmacies dans toute la Wallonie) depuis la dernière décennie du siècle passé, ce groupe d'économie populaire, émanation du pilier chrétien, notamment du mouvement ouvrier chrétien et de l'évêché de Namur, est plus que centenaire puisqu'il a vu le jour au lendemain de la première guerre mondiale.
L'objectif initial était de résoudre les difficultés d'approvisionnement en nourriture de la population ouvrière d'obédience chrétienne (le monde socialiste ayant déjà mis en place des structures équivalentes). Le réseau d'épiceries se développe rapidement et atteint 230 points de vente à l'aube de la Seconde Guerre mondiale.
Après la fin du conflit, l'heure est à la diversification. Une caisse d'épargne était déjà proposée aux coopérateurs depuis le milieu des années 1930. C'est ensuite aux secteurs de la boulangerie, boucherie, fruits et légumes, confection et... pharmacie que s'étend le réseau qui se fait appeler "épécé". A la fin des années 1950, la grande distribution ne s'est pas encore  implantée, les épiceries coopératives préfigurent toutefois le modèle en introduisant le "self service".
Mais dès les années 1970, le talon d'Achile du modèle coopératif est sa sous-capitalisation. Les marges sont étroites afin d'offrir des prix très concurrentiels aux coopérateurs, et les bénéfices dégagés ont été orientés en priorité vers les oeuvres sociales du réseau catholique. S'il frise les 500 pointes de vente, le réseau d'épiceries ne dispose pas de suffisamment de trésorerie pour s'aligner sur les étoiles montantes de la grande distribution. Fin des années 1980, la coopérative décide de céder son réseau de points de vente au groupe Louis Delhaize, met un terme à d'autres activités et se concentre sur son réseau de pharmacies dont le hub logistique reste implanté au coeur de Ciney,.

### Autres industries
Durant le XIXe siècle, la ville a compté une importante poêlerie dont la renommée a dépassé les frontières nationales : les Forges de Ciney.
Elle compte également une entreprise de référence dans le domaine des constructions en béton pour le secteur du Bâtiments et travaux publics : La société Rongvaux.

## Sports

### Événements sportifs

#### Athlétisme
Chaque année, entre Noël et le nouvel An, se déroule dans les rues de Ciney, la célebre Corrida de la Saint-Sylvestre. Il s'agit d'une course à pied ouverte à tous au cours de laquelle les coureurs effectuent quatre tours de 2,5 km.

#### Cyclisme
Le 4 juillet 1970, la 8e étape du Tour de France prenait son départ à Ciney. Cette étape longue de 232,5 km reliait Ciney à Felsberg située dans la Sarre en Allemagne. Elle a été remportée par le français Alain Vasseur.

#### Football
La RUW Ciney a dominé toute la saison 2011-2012 en promotion D. Elle fut donc promue et évolue désormais en  Championnat de Belgique de football D3.

### Clubs Sportifs Cinaciens
| Club                        | Sport           | H | F | Ligue (Hommes)  | Ligue (Femmes) | Ligue (Mixte) | Stade                             |
| ARCH                        | Athlétisme      | x | x | /               | /              |               | Complexe de Rebompré              |
| RBC Ciney                   | Basket          | x | x | Régionale 2     | Régionale 1    |               | Hall du BC Ciney                  |
| Ciney Badminton             | Badminton       | x | x | Division 1      | Top 12         | Division 1    | Hall Omnisports                   |
| Ciney Chess Club            | Échecs          | x | x | /               | /              |               | Centre Culturel de Ciney          |
| RUW Ciney                   | Football        |   | x | D3              | /              |               | Stade Joseph Lambert              |
| MFC Ciney                   | Futsal          |   | x | Division 4B     | /              |               | Hall Omnisports                   |
| RVSG                        | Gymnastique     | x | x | /               | /              |               | Hall Omnisports et Salle Concorde |
| Flipper's                   | Natation        | x | x | /               | /              |               | Piscine Communale de Ciney        |
| La Cipale                   | Tennis de table | x | x | Nationale 1A    | Namur 3C       |               | Salle de La Cipale                |
| VC Ciney                    | Volley-ball     | x | x | 1re Provinciale | Nationale 3    |               | Hall Omnisports                   |
| CWN Ciney                   | Water-polo      | x |   | Division 3      | /              |               | Piscine Communale de Ciney        |
| Les Blues Ciney             | Rugby           | x |   |                 |                |               | Stade du Rebompré                 |
| Cercle de Tir du Condroz    | Tir sportif     | x |   | /               | /              |               | CTC Cercle du Condroz             |
| Aiki Jutsu Ciney            | Aïkijutsu       | x | x |                 |                |               | Hall Omnisports                   |
| Les Mousquetaires cinaciens | Escrime         | x | x |                 |                |               | Athenee Royale Jules Delot        |

## Personnalités liées à Ciney
- Hyacinthe Hauzeur, peintre paysagiste.
- Marc Jottard (né à Chevetogne le 17 décembre 1899-?), consul général de Belgique à Barcelone pendant la guerre 40-45, il a aidé de nombreux Belges à rejoindre clandestinement l'Angleterre. C'est lui qui a mené l'évasion des ministres Pierlot et Spaak de la frontière franco-espagnole à Lisbonne en 1940[18].
- Gaston Compère (1924-2008), écrivain belge d'expression française
- Martin Gray (1922-2016), écrivain franco-américain, y est mort en 2016
- Léon Defosset (1925-1991), homme politique belge, membre du FDF
- Philippe Mahoux (1944-), homme politique belge wallon, membre du PS
- Bédu (1948-), de son vrai nom Bernard Dumont, dessinateur et scénariste de bandes dessinées
- Éric Brogniet[19] (1956-), poète belge francophone, membre de l'Académie royale de langue et de littérature françaises de Belgique
- Jean-Marie Cheffert (1958-), homme politique, membre du MR, bourgmestre de Ciney
- Erwin Drèze (1960-2020), dessinateur, coloriste et décoriste de bande dessinées
- Willy Borsus (1962-), homme politique belge, membre du MR
- Catherine Fonck (1968-), femme politique belge, membre du CdH
- Arthur Qwest, également connu sous le pseudonyme du "Génie Gazeux", est une personnalité belge d'Internet découverte dans l'émission "High & Fines Herbes" des rappeurs Caballero et JeanJass.